# Monelliopsis bisselli
Monelliopsis bisselli är en insektsart. Monelliopsis bisselli ingår i släktet Monelliopsis och familjen långrörsbladlöss. Inga underarter finns listade i Catalogue of Life.